# جوزيف إل. والش
جوزيف إل. والش (بالإنجليزية: Joseph Leonard Walsh)‏ هو رياضياتي أمريكي، ولد في 21 سبتمبر 1895 في واشنطن العاصمة في الولايات المتحدة، وتوفي في 6 ديسمبر 1973 في كوليج بارك في الولايات المتحدة.